# Max Ejdum
Max Isaac Ejdum (født 15. oktober 2004) er en dansk professionel fodboldspiller, der spiller som midtbanespiller for den danske 1. divisionsklub OB.

## Karriere

### OB
Ejdum startede sin karriere i Svendborg fB, inden han kom til OB som U12-spiller. Han spillede sig op gennem ungdomsrækkerne, inden han som 17-årig blev indkaldt til sin første professionelle kamp den 29. juli 2022.

## Eksterne links
- Max Ejdum profil på Soccerway

- Max Ejdum i DBU's Landsholdsdatabase